# Foszfátion
A foszfátion szervetlen, összetett anion, kémiai képlete PO3−4. A foszfátok foszfátiont tartalmazó vegyületek, a foszforsav sói. A szerves kémiában foszfát alatt a foszforsav észtereit értjük. Ezek a vegyületek biológiai szempontból rendkívül jelentősek, például foszforsavészterek alkotják az RNS és DNS vázát, de foszforsav-észterek az alapjai számos növényvédőszernek és idegméregnek is.

## Szerkezet és kémiai tulajdonságok
A foszfátion egy foszfor- és négy oxigénatomból áll, melyek a központi foszforatom körül szabályos tetraédert formálva helyezkednek el. A foszfátion töltése háromszorosan negatív, benne a foszfor oxidációs száma +5. Molekulatömege 94,97 g/mol. A foszfátion a hidrogén-foszfát anion (HPO2−4) konjugált bázisa, ami a dihidrogén-foszfát anion (H2PO−4) konjugált bázisa, amely pedig a foszforsav (H3PO4) konjugált bázisa.
- H3PO4Foszforsav
- H2PO−4Dihidrogén-foszfát
- HPO2−4Hidrogén-foszfát
- PO3−4Foszfát

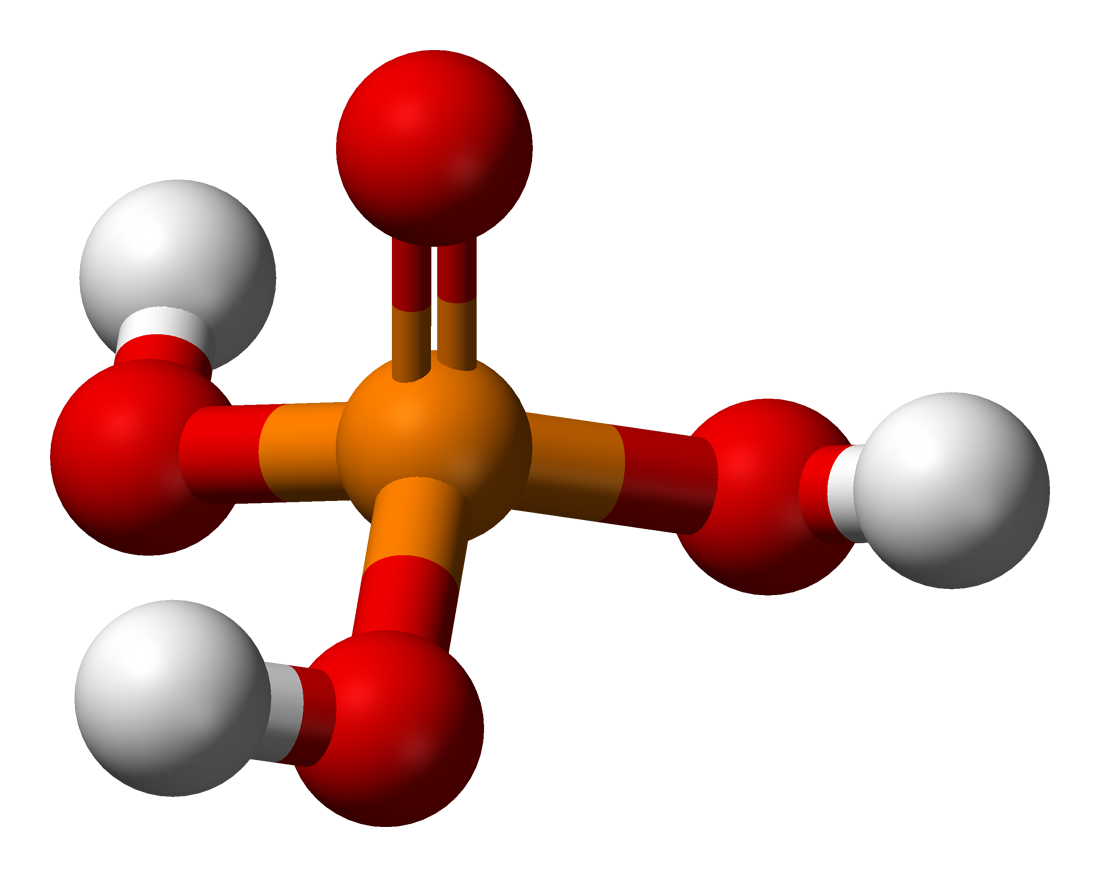
H_{3}PO_{4}Foszforsav
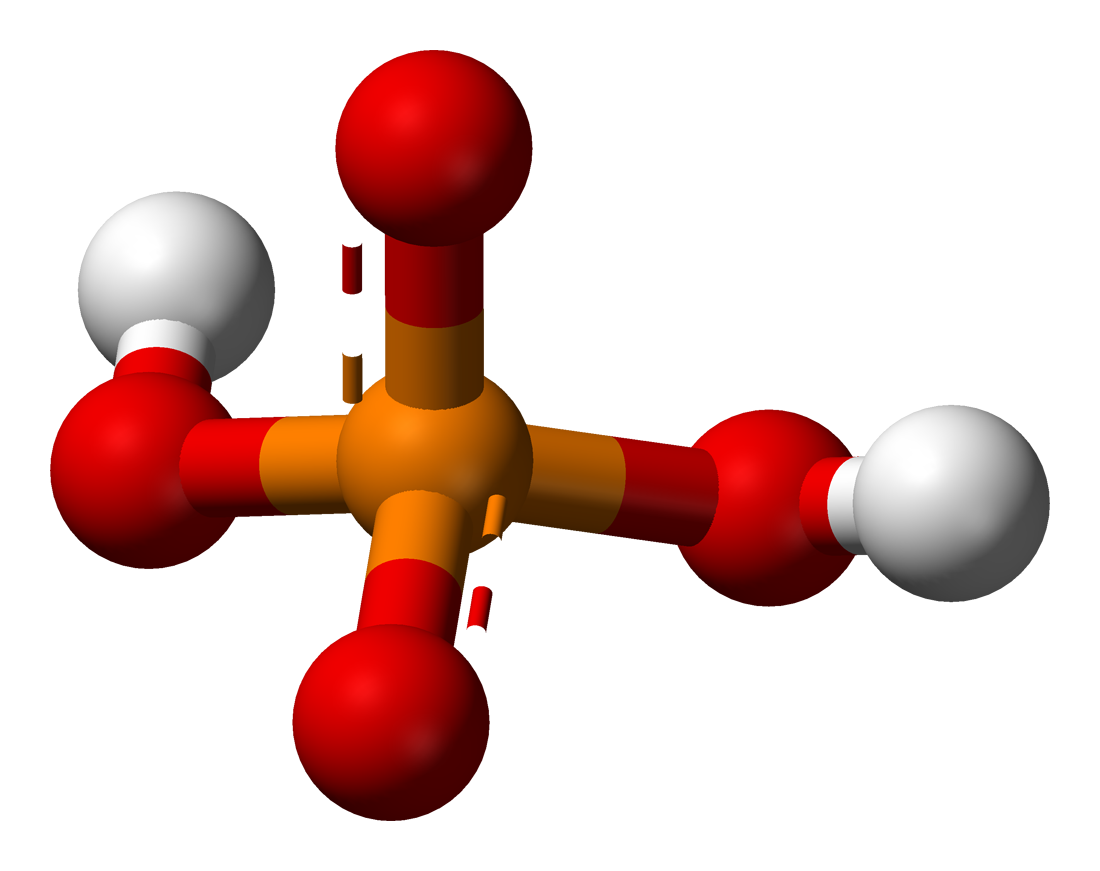
H_{2}PO_{4}^{−}Dihidrogén-foszfát
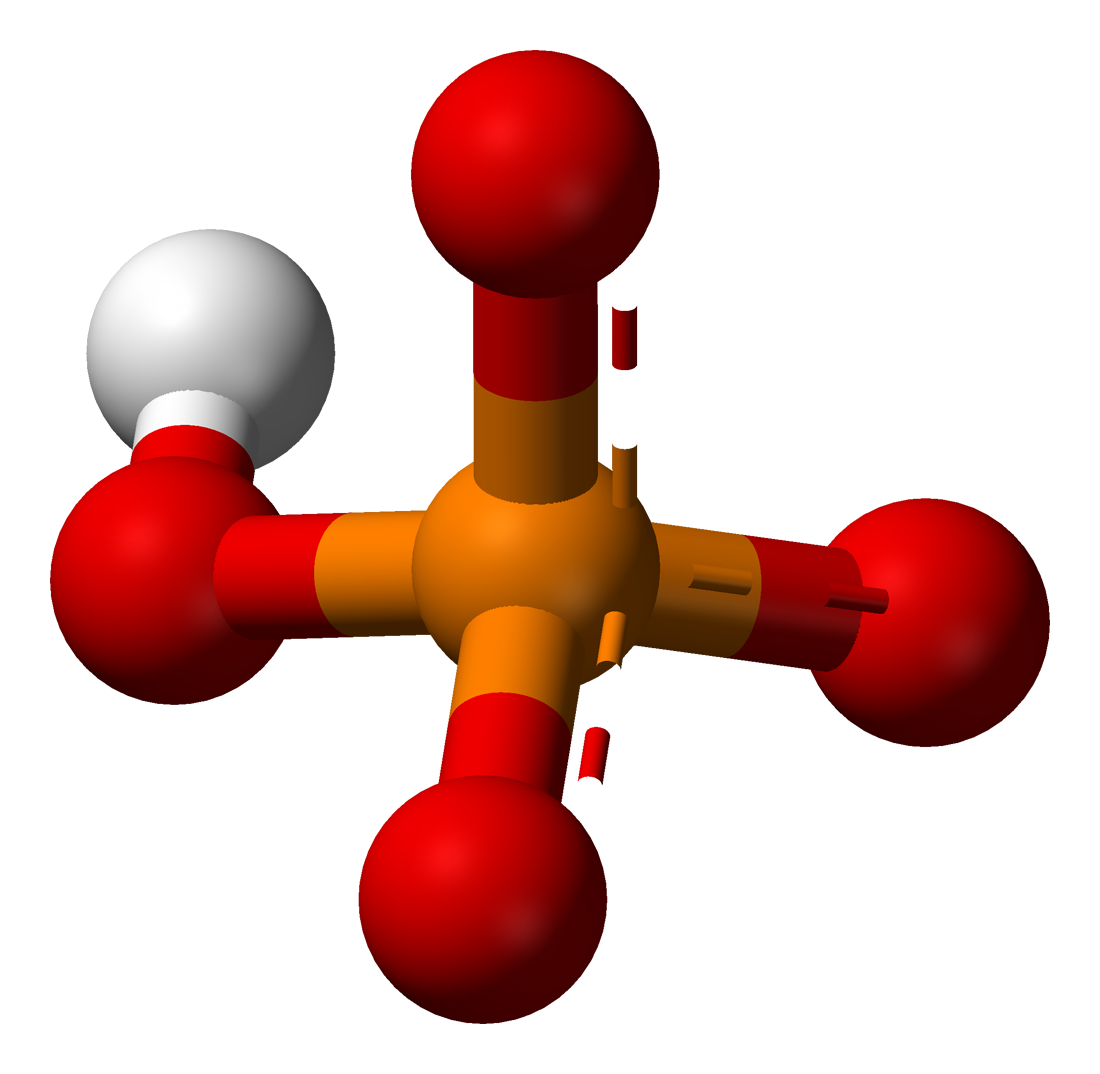
HPO_{4}^{2−}Hidrogén-foszfát
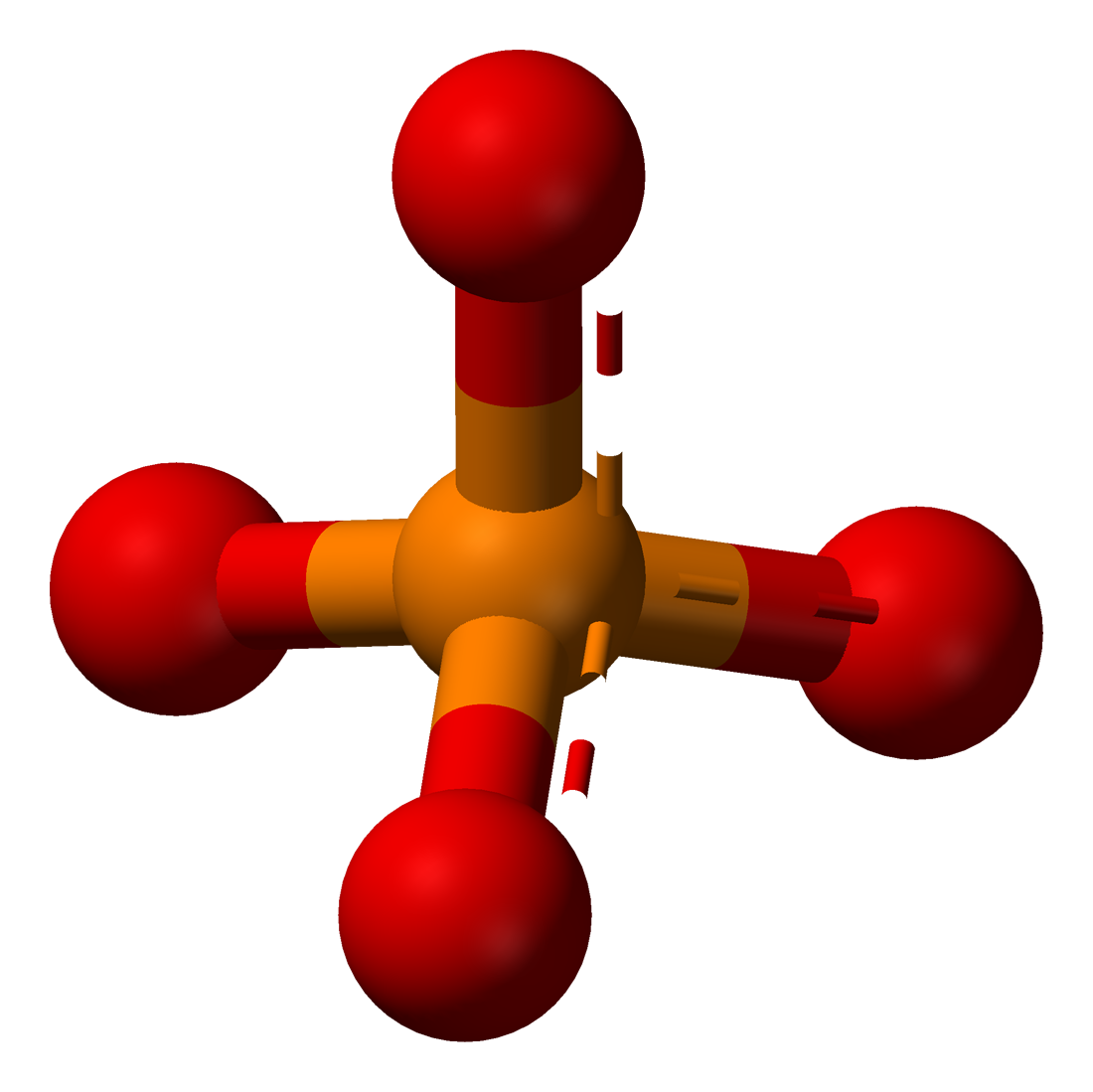
PO_{4}^{3−}Foszfát

Vizes oldatban mind a négy formában jelen lehet a pH értékének függvényében.
Erősen bázikus közegben a foszfátion (PO3−4) van jelen túlsúlyban, enyhén bázikus közegben a hidrogén-foszfát (HPO2−4), enyhén savas közegben a dihidrogén-foszfát a leggyakoribb, míg erősen savas közegben a foszforsav (H3PO4) dominál.
Az átalakulás az alábbi egyensúlyi reakciók szerint megy végbe:
{\displaystyle \mathrm {H_{3}PO_{4}\rightleftharpoons H^{+}+H_{2}PO_{4}^{-}} }
{\displaystyle \mathrm {H_{2}PO_{4}^{-}\rightleftharpoons H^{+}+HPO_{4}^{2-}} }
{\displaystyle \mathrm {HPO_{4}^{2}-\rightleftharpoons H^{+}+PO_{4}^{3-}} }
A reakciókhoz tartozó egyensúlyi állandók (standard körülmények között):
{\displaystyle K_{a1}={\frac {[{\mbox{H}}^{+}][{\mbox{H}}_{2}{\mbox{PO}}_{4}^{-}]}{[{\mbox{H}}_{3}{\mbox{PO}}_{4}]}}\simeq 7,5\times 10^{-3}} (pKs1 2,12)
{\displaystyle K_{a2}={\frac {[{\mbox{H}}^{+}][{\mbox{HPO}}_{4}^{2-}]}{[{\mbox{H}}_{2}{\mbox{PO}}_{4}^{-}]}}\simeq 6,2\times 10^{-8}} (pKs2 7,21)
{\displaystyle K_{a3}={\frac {[{\mbox{H}}^{+}][{\mbox{PO}}_{4}^{3-}]}{[{\mbox{HPO}}_{4}^{2-}]}}\simeq 2,14\times 10^{-13}} (pKs3 12,67)
Ha a foszfátion valamely negatív töltésű oxigénatomjához kation csatlakozik, foszfátok keletkeznek. A foszfátok a foszforsavból származtatott sóknak tekinthetők. A legtöbb foszfát standard nyomáson és hőmérsékleten rosszul oldódik vízben, leszámítva a nátrium-, kálium-, rubídium-, cézium- és ammónium-foszfátot. A hidrogén- és dihidrogén-szulfátok rendszerint jobban oldódnak, mint a megfelelő foszfátok. A vízben oldódó foszfátok lúgosan hidrolizálnak, jól használhatók vízlágyításra, mivel a vízben oldható kalcium- és magnéziumvegyületeket oldhatatlan csapadékká alakítják.

## Előfordulás
A foszfor a természetben leginkább foszfátok formájában található meg. A foszfátok számos ásvány alkotóelemei, melyek nagyobb mennyiségben találhatók Észak-Amerika déli partvidékén, főként Floridában, Nauru szigetén, Egyiptomban, Tunéziában, Marokkóban, Izraelben, Jordániában és Kongóban.

## Fordítás
- Ez a szócikk részben vagy egészben  a   Phosphate című angol Wikipédia-szócikk ezen változatának fordításán alapul.  Az eredeti cikk szerkesztőit annak laptörténete sorolja fel. Ez a jelzés csupán a megfogalmazás eredetét és a szerzői jogokat jelzi, nem szolgál a cikkben szereplő információk forrásmegjelöléseként.